# Імперське місто

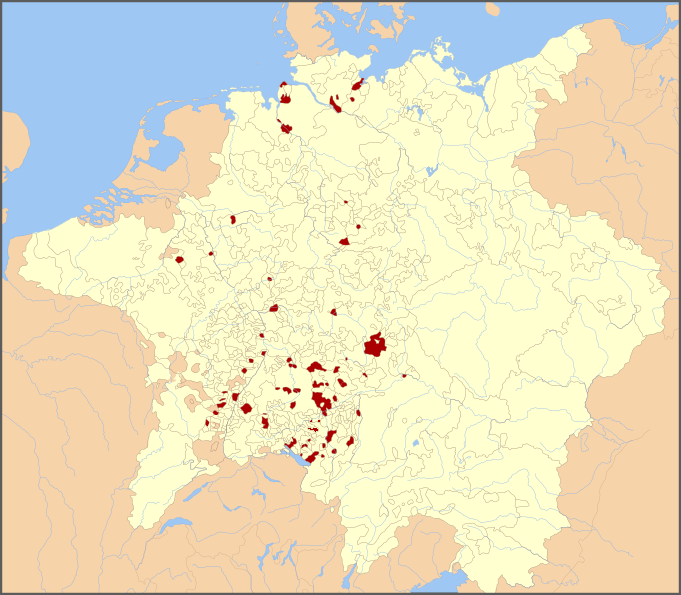
Імперські міста в Священній Римській Імперії, 1648

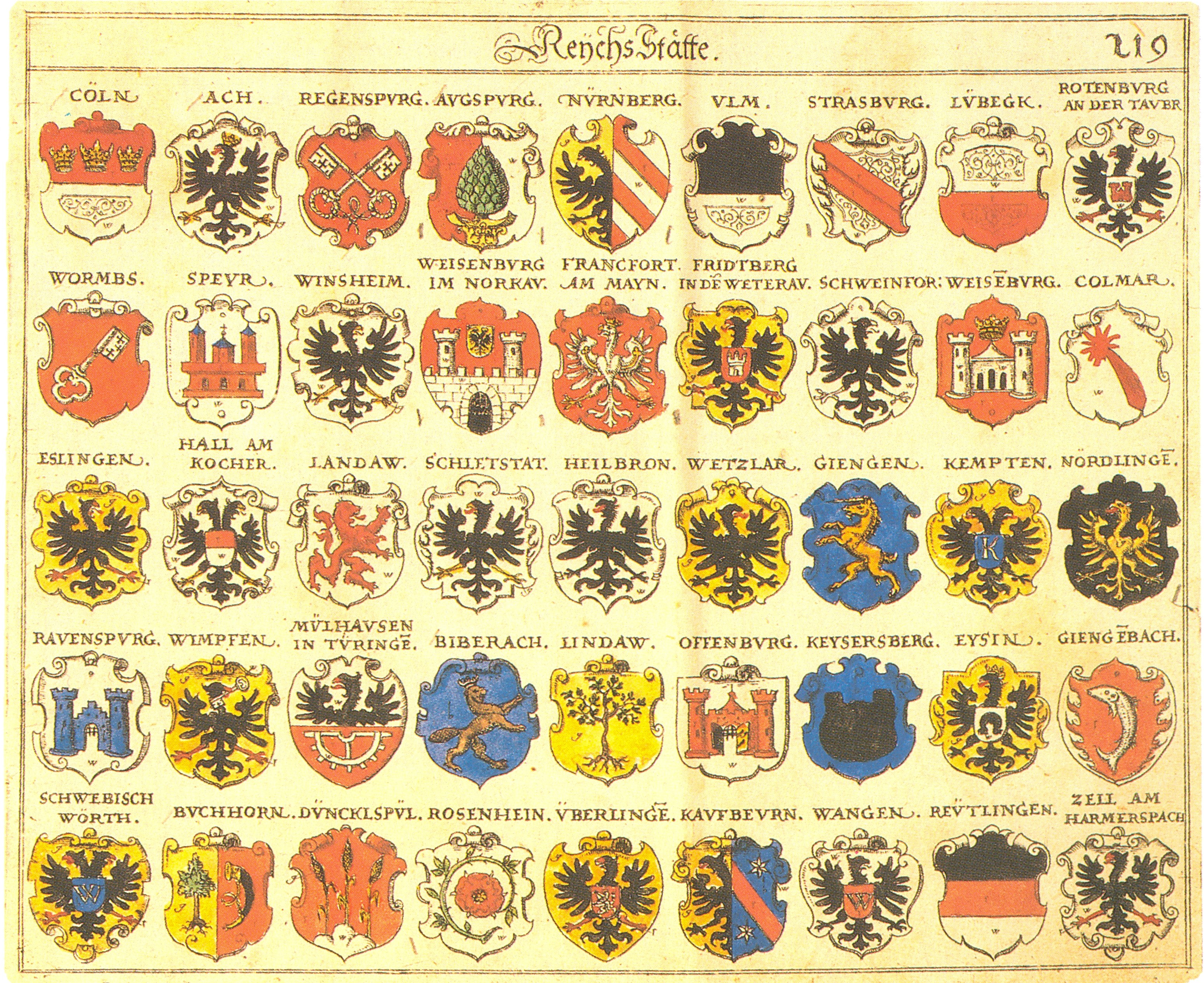
Герби імперських міст 1605 рік

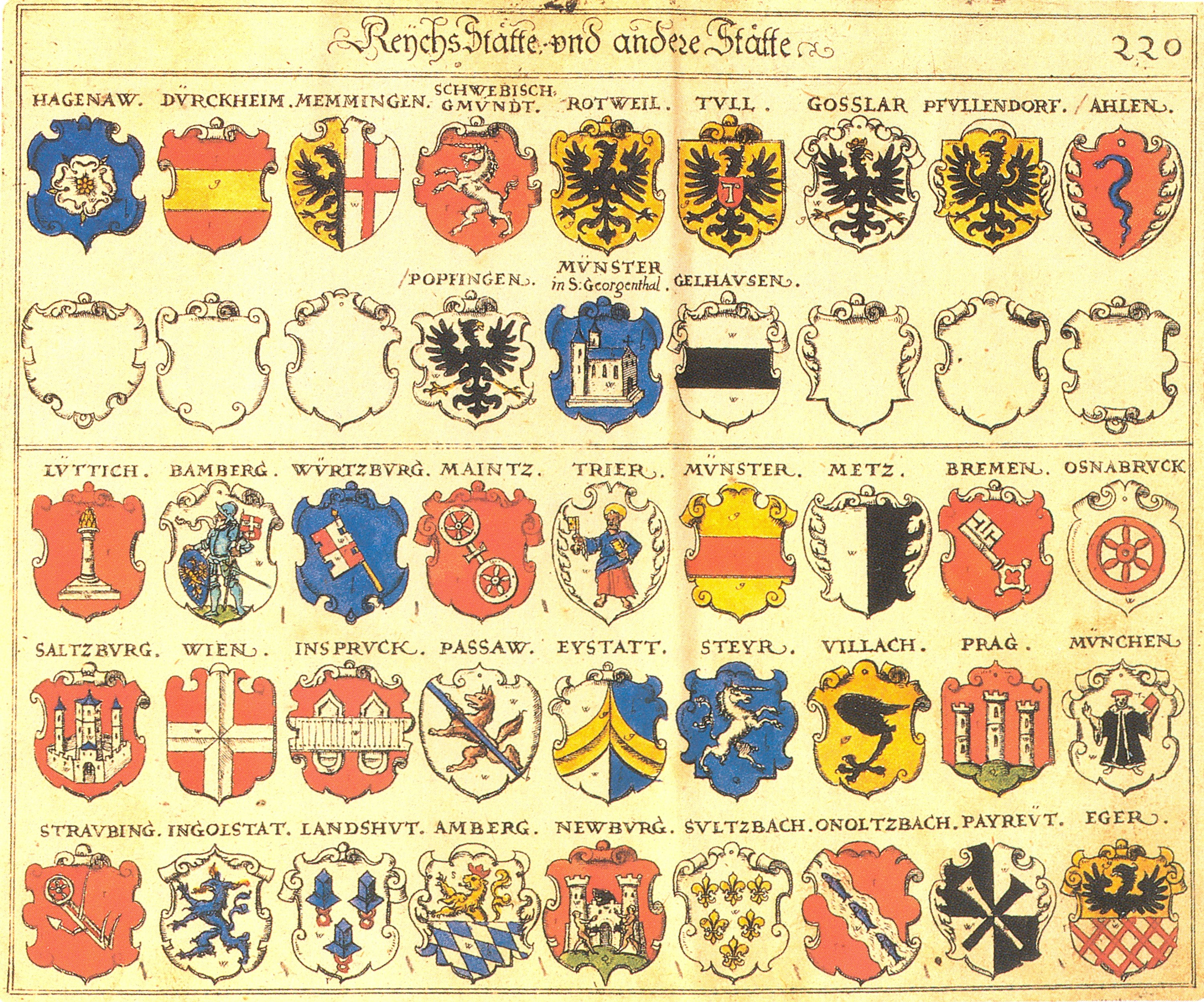
Герби імперських міст 1605 рік

Вільне імперське місто (нім. Freie Reichsstadt) — у Священній Римській імперії самоврядовуване місто, підпорядковане безпосередньо імператору, тобто демократично вибране керівництво міської громади (нім. Bürgerschaft) платило податки з доходів не в скарбницю місцевих земельних феодалів — князів і герцогів, а безпосередньо імператору Священної Римської імперії німецької нації. З XIII ст. імперські міста, згідно з викупленими у кайзера привілеями (нім. Reichsfreiheit), мали широкі права самоврядування, майже повну політичну самостійність.
Існувала юридична відмінність між імперськими містами (нім. Reichsstädte) і вільними містами (нім. freie Städte). Вільні міста спершу управлялися князем-єпископом, але отримали незалежність від нього в кінці середньовіччя. Такими містами були Аахен (800), Базель (1000), Вормс (1074), Майнц (1244, скасовано в 1462), Страсбург (1272), Кельн (1288) і Шпаєр (1294). Хоча юридичні деталі з часом змінювалися, вільні міста спочатку мали більше прав і привілеїв, ніж імперські міста. Наприклад, вільні міста повинні були підтримувати імператора під час хрестових походів і організувати свій власний захист, у той час як імперські міста також повинні були платити податки імператору і поставляти війська для його військових кампаній.
У пізньому середньовіччі багато міст утворили Міські ліги (нім. Städtebünde), на кшталт Ганзейського союзу. (Деякі члени цих союзів не були вільними містами і вступали з дозволу своїх територіальних правителів).
Міста отримували (а іноді й втрачали) свободу через мінливість політики середньовічної влади. Деякі міста отримали статус у подарунок. Інші отримували статус від володаря за готівку. Деякі отримали статус силою зброї, а інші отримали його за часів безвладдя. Деякі міста стали вільними через ослаблення домінантної сім'ї, як Гогенштауфени. Вільні міста також втрачали свої привілеї. Деякі добровільно поставили себе під захист територіального магната. Деякі, як Донауверт в 1607 році, були позбавлені привілеїв імператором через справжні або сфабриковані причини. Деякі були продані імператором, такі як Мюльгаузен, Дуйсбург і Оффенбург.
У XV столітті вільні міста разом з імперськими містами брали участь у рейхстазі як стан під загальною назвою «вільні й імперські міста» (нім. Freie-und Reichsstädte), з часом в просторіччі ця формула перетворилася на «вільні імперські міста». У рейхстазі вільні й імперські міста складали окрему палату — Раду імперських міст (нім. Reichsstädterat). При цьому одне і те ж місто могло бути представлено у Рейхстазі як імперське місто і як однойменний діоцез своїм єпископом. Наприклад, Регенсбург був представлений у Рейхстазі 1521 року імперським князем католицьким єпископом Регенсбурга, імперськими прелатами абатом монастиря Св. Еммерама і абатисами монастирів Нідермюнстер і Обермюнстер і імперським містом Регенсбург (муніципалітет якого був чисто лютеранським).
У 16-у і 17-му століттях, низку вільних міст було відокремлено від імперії за рахунок зовнішніх територіальних змін. Генріх II Валуа захопив вільні міста, пов'язані з трьома єпископствами — Мец, Верден і Туль. Аналогічним чином, Людовик XIV захопив багато міст на основі претензій фр. Chambres des Réunions. Таким чином були приєднані , Страсбург і десять міст Декаполісу. Крім того, коли Давня Швейцарська Конфедерація здобула незалежність від імперії у 1648 році, швейцарські імперські міста Базель, Берн, Люцерн, Санкт-Галлен, Шаффхаузен і Цюрих залишили імперію на правах кантонів Конфедерації.
З появою революційної Франції в Європі, ця тенденція значно посилилась. Спершу, в 1789-1792, райони на захід від Рейну були захоплені революційною армією, цим закінчуються давні традиції вільних міст: Кельна, Аахена, Дюрена, Шпаєра і Вормса. Потім, наполеонівські війни призвели до реорганізації імперії в 1803 році (див. Німецька медіатизація), коли статуси вільних міст були скасовані для Гамбурга, Бремена, Любека, Франкфурта, Аугсбурга і Нюрнберга. Нарешті, Наполеон розпустив імперію в 1806. У 1811, всі вільні міста були ліквідовані — Аугсбург і Нюрнберг захопила Баварія, Франкфурт став центром Великого герцогства Франкфурт, наполеонівської маріонеткової держави, а три ганзейські міста були безпосередньо захоплені Францією за для забезпечення дотримання континентальної блокади проти Англії. Гамбург і Любек з навколишніми територіями сформували департамент Буш-де-л'Ельбе а Бремен — Буш-дю-Везер.
Після створення Німецької Конфедерації в 1815 році, Гамбург, Любек, Бремен, Франкфурт знову отримали статус вільних міст. Франкфурт був приєднаний до Пруссії в результаті Австро-пруської війни 1866 року. Три Ганзейські міста залишилися як складові держав Нової Німецької імперії, і зберегли цей статус у Веймарській республіці і в Третьому рейху, але за часів Гітлера цей статус був чисто умовним. Через неприязнь Гітлера до Любека, а також необхідність компенсувати Пруссії її територіальні втрати згідно з Законом Великого Гамбурга, вона була приєднана до останнього в 1937 році. У Федеративній Республіці Німеччина яка була створена після війни, Бремен і Гамбург отримали статус Вільне Ганзейське місто, що прирівнюється до статусу землі. Берлін, який ніколи не був вільним містом у своїй історії, також отримав статус землі після війни через його статус у розділеній повоєнній Німеччині.

## Список
Статус імперського міста міг бути наданий або віднятий, тому число імперських міст постійно змінювалося. Найбільше у списку було 83 міста. (Як вільні і імперські міста на Вормському рейхстазі 1521 зареєстровано 85 міст, але кілька записів неправильні).
До 1800 в Священній Римській імперії німецької нації залишалося 51 вільне і імперське місто:
- Ахен
- Аален
- Аугсбург
- Біберах-на-Рісі
- Бопфінген
- Бремен
- Бад-Бухау
- Buchhorn (тепер Фрідріхсгафен)
- Дінкельсбюль
- Дортмунд
- Есслінген-на-Неккарі
- Франкфурт-на-Майні
- Фрідберг
- Генгенбах
- Гінген
- Гослар
- Гамбург
- Гайльбронн
- Існі
- Кауфбойрен
- Кемптен
- Кельн
- Лойткірх
- Ліндау
- Любек
- Меммінген
- Мюльгаузен
- Нордгаузен
- Нердлінген
- Нюрнберг
- Оффенбург
- Пфуллендорф
- Равенсбург
- Регенсбург
- Ройтлінген
- Ротенбург-об-дер-Таубер
- Ротвайль
- Швебіш-Гмюнд
- Швебіш-Халль
- Швайнфурт
- Шпаєр
- Юберлінген
- Ульм
- Ванген
- Вайль-дер-Штадт
- Вайсенбург в Баварії
- Вецлар
- Бад-Вімпфен
- Бад-Віндсгайм
- Вормс
- Целль-ам-Гармерсбах
- Вайсенбург в Ельзасі (нині Віссембур у Франції)

Нідерландське місто Гронінген самопроголосило себе вільним імперським містом, але ніколи офіційно не мало цього статусу.